# ぶっちゃけTALK RADIO ギリ☆モザ
ぶっちゃけTALK RADIO ギリ☆モザ （ぶっちゃけトークラジオ ギリモザ）は、2009年6月3日から2010年4月1日まで、木曜日の24:30 - 25:00（金曜日 0:30 - 1:00）にラジオ大阪で放送されていたラジオ番組である。全44回。

## 概要
5度目の東京進出をかけた松竹芸能の最終兵器TKO（木本武宏・木下隆行）が人気セクシーアイドル月見栞・藤浦めぐの「つきめぐコンビ」を立派な芸能人に育てるというコンセプトのもと、2人をプロデュースしていこうという番組。
月見栞、藤浦めぐにとっては初めてのラジオ番組。TKOにとっては、売れっ子であるものの関西エリア以外で放送の流れるレギュラーラジオ番組としては初めてだった。

## パーソナリティ
- TKO
- 月見栞
- 藤浦めぐ

## スタッフ
- 正岡謙一郎（構成作家）
- 児玉拓己（ミキサー）[1]

## ネット局
- アール・エフ・ラジオ日本 毎週土曜日 26:00 - 26:30

## スポンサー
- アウトビジョングループ

スポンサー名義は、S1 No.1 STILEであり、OPとEDでは月見・藤浦が読み上げていた。また、CMはグループ企業のデジタルメディアマートが運営する通販サイト「DMM.com」のものが流れた。